# Split Your Lip
Split Your Lip — восьмой студийный альбом шведской слиз-рок-группы Hardcore Superstar, выпущенный в 2010 году на лейбле Nuclear Blast. 26 ноября состоялся шведский релиз альбома, а 29 ноября он был выпущен в Великобритании. Альбом занял 5 строчку шведского чарта Sverigetopplistan и 10 строчку в немецком чарте.
Split Your Lip стал единственным альбомом группы со времён дебютного It's Only Rock'n'Roll, ни на одну песню с которого не был снят видеоклип.
В качестве единственного сингла с альбома была выбрана песня «Moonshine», с «Guestlist» в качестве би-сайда.

## Список композиций
Слова и музыка всех песен — Hardcore Superstar.
| №                   | Название                           | Длительность |
| ------------------- | ---------------------------------- | ------------ |
| 1.                  | «Sadistic Girls»                   | 4:06         |
| 2.                  | «Guestlist»                        | 4:02         |
| 3.                  | «Last Call for Alcohol»            | 3:25         |
| 4.                  | «Split Your Lip»                   | 3:19         |
| 5.                  | «Moonshine»                        | 3:57         |
| 6.                  | «Here Comes that Sick Bitch Again» | 3:21         |
| 7.                  | «What Did I Do»                    | 3:51         |
| 8.                  | «Bully»                            | 3:28         |
| 9.                  | «Won't Go to Heaven»               | 3:04         |
| 10.                 | «Honeymoon»                        | 3:28         |
| 11.                 | «Run to Your Mama»                 | 4:58         |
| Общая длительность: | Общая длительность:                | 40:57        |

| №                   | Название            | Длительность |
| ------------------- | ------------------- | ------------ |
| 12.                 | «Lovin' the Dead»   | 4:08         |
| Общая длительность: | Общая длительность: | 45:05        |

## Участники записи
- Йокке Берг — вокал;
- Вик Зино — гитара;
- Мартин Сандвик — бас-гитара, бэк-вокал;
- Адде Андреассон — ударные.

Дополнительные музыканты
- Маттиас Билунд — фортепиано, клавишные, дополнительная аранжировка;
- Микаэль Хенкельман — бэк-вокал.

Производство
- Тобиас Линделль — продюсер, звукорежиссёр, сведение;
- Драган Танаскович — мастеринг;
- Мике Юханссон — оформление, фотография обложки, фотография Эдда;
- Фредрик Стрёмберг — концертные фотографии;
- Endless Summer — оформление;
- December Wiklund — модель для обложки.

### Чарты
| Чарт (2010)           | Позиция |
| --------------------- | ------- |
| Швеция                | 5       |
| German Newcomer Chart | 10      |